# مورتوییه
مورتوییه یک روستا در ایران است که در دهستان درآگاه واقع شده‌است.